# Колтта-саамська мова
Колтта-саамська мова (кол.-саам. sääʹmǩiõll) — східносаамська мова, що вимирає. Нею говорять приблизно 420 осіб у Фінляндії та Росії. З них 400 осіб — громадяни Фінляндії. Проживають вони переважно в Севеттіярві. Орієнтовно 20-30 носіїв нотозерського діалекту мови (Njuõʹttjäuʹrr) живуть у Росії в районі села Ловозеро. 
Раніше колтта-саамською мовою говорили в районі Нейден у Норвегії, проте зараз носіїв мови там не залишилося.

## Алфавіт
Нинішній алфавіт для мови був створений у 1971 році, а в 1973 був затверджений як офіційний.
| А а | Â â | B b | C c | Č č | Ʒ ʒ | Ǯ ǯ | D d |
| Đ đ | E e | F f | G g | Ǧ ǧ | Ǥ ǥ | H h | I i |
| J j | K k | Ǩ ǩ | L l | M m | N n | Ŋ ŋ | O o |
| Õ õ | P p | R r | S s | Š š | T t | U u | V v |
| Z z | Ž ž | Å å | Ä ä | ʹ   |     |     |     |

Літери Q/q, W/w, X/x, Y/y и Ö/ö використовуються тільки в запозичених словах.

## Зовнішні посилання
- Sámi Language Act